# "Weird Al" Yankovic: The Ultimate Collection
"Weird Al" Yankovic: The Ultimate Collection è una video compilation di alcuni video di "Weird Al" Yankovic pubblicata nel 1993.

## Tracce
1. Fat
2. Smells Like Nirvana
3. Like a Surgeon
4. Eat It
5. Living with a Hernia
6. Dare to Be Stupid
7. This Is the Life
8. I Lost on Jeopardy
9. I Love Rocky Road
10. Christmas at Ground Zero
11. Ricky
12. One More Minute
13. Jurassic Park
14. Bedrock Anthem
15. UHF
16. You Don't Love Me Anymore